# 聖哥達教堂 (希爾德斯海姆)
聖哥達教堂（德語：St. Godehard）是位於德國城市希爾德斯海姆的一座教堂，為羅馬式建築。教堂曾是座本篤會修道院。教堂長期保存完好，即使在二戰期間也沒有受到大的損壞。現在聖哥達教堂是座天主教教堂。

## 外部連結

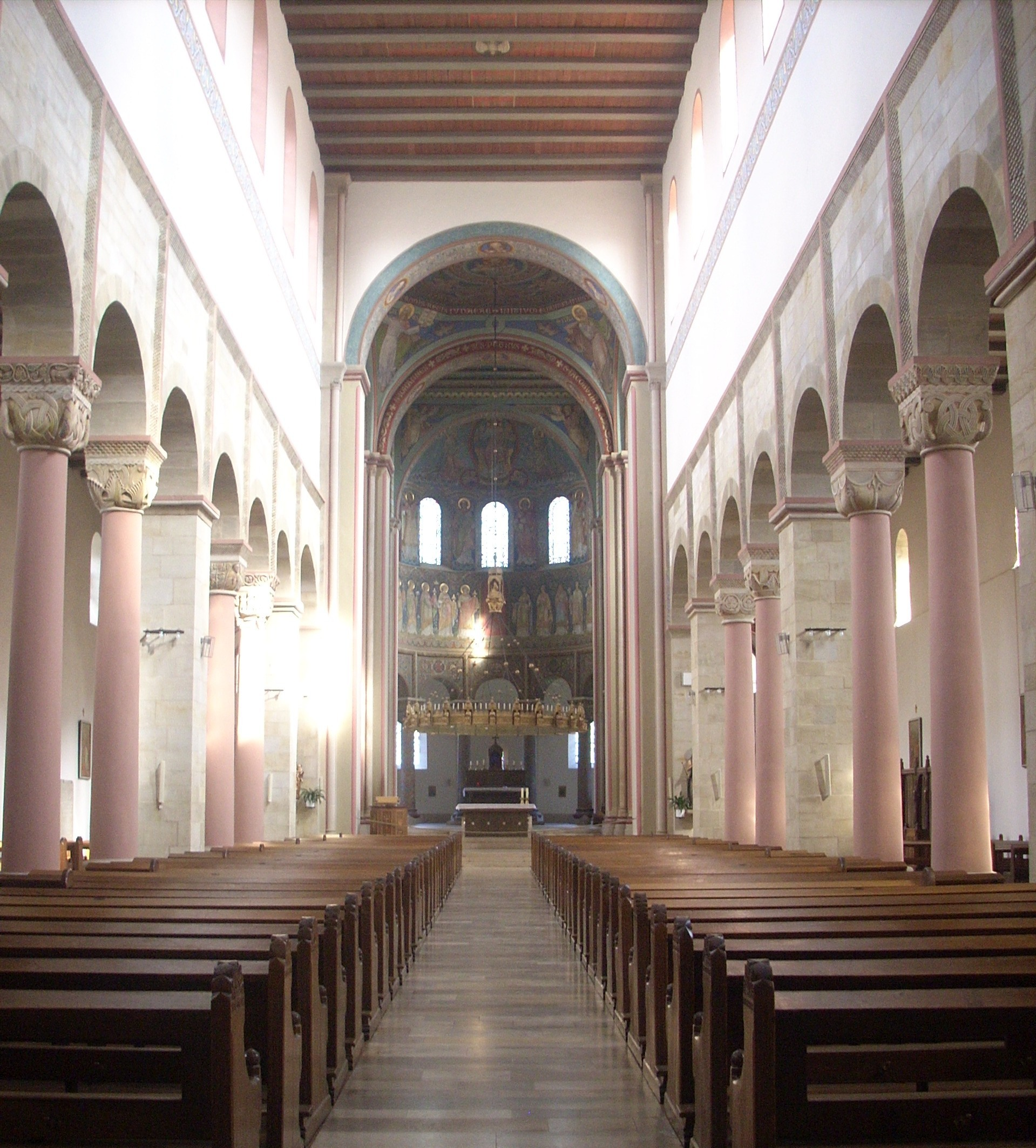
內部設計

- Basilika St. Godehard, Hildesheim （页面存档备份，存于） kathedralen.net
- Dekanat Hildesheim / Katholische Kirche in Hildesheim （页面存档备份，存于） （德文）